# DNAJC3
DNAJC3 (англ. DnaJ heat shock protein family (Hsp40) member C3) – білок, який кодується однойменним геном, розташованим у людей на короткому плечі 13-ї хромосоми. Довжина поліпептидного ланцюга білка становить 504 амінокислот, а молекулярна маса — 57 580.
| 10         |  | 20         |  | 30         |  | 40         |  | 50         |
| ---------- |  | ---------- |  | ---------- |  | ---------- |  | ---------- |
| MVAPGSVTSR |  | LGSVFPFLLV |  | LVDLQYEGAE |  | CGVNADVEKH |  | LELGKKLLAA |
| GQLADALSQF |  | HAAVDGDPDN |  | YIAYYRRATV |  | FLAMGKSKAA |  | LPDLTKVIQL |
| KMDFTAARLQ |  | RGHLLLKQGK |  | LDEAEDDFKK |  | VLKSNPSENE |  | EKEAQSQLIK |
| SDEMQRLRSQ |  | ALNAFGSGDY |  | TAAIAFLDKI |  | LEVCVWDAEL |  | RELRAECFIK |
| EGEPRKAISD |  | LKAASKLKND |  | NTEAFYKIST |  | LYYQLGDHEL |  | SLSEVRECLK |
| LDQDHKRCFA |  | HYKQVKKLNK |  | LIESAEELIR |  | DGRYTDATSK |  | YESVMKTEPS |
| IAEYTVRSKE |  | RICHCFSKDE |  | KPVEAIRVCS |  | EVLQMEPDNV |  | NALKDRAEAY |
| LIEEMYDEAI |  | QDYETAQEHN |  | ENDQQIREGL |  | EKAQRLLKQS |  | QKRDYYKILG |
| VKRNAKKQEI |  | IKAYRKLALQ |  | WHPDNFQNEE |  | EKKKAEKKFI |  | DIAAAKEVLS |
| DPEMRKKFDD |  | GEDPLDAESQ |  | QGGGGNPFHR |  | SWNSWQGFNP |  | FSSGGPFRFK |
| FHFN       |  |            |  |            |  |            |  |            |

A: Аланін

C: Цистеїн

D: Аспарагінова кислота

E: Глутамінова кислота

F: Фенілаланін

G: Гліцин

H: Гістидин

I: Ізолейцин

K: Лізин

L: Лейцин

M: Метіонін

N: Аспарагін

P: Пролін

Q: Глутамін

R: Аргінін

S: Серин

T: Треонін

V: Валін

W: Триптофан

Кодований геном білок за функціями належить до шаперонів, репресорів, фосфопротеїнів. 
Задіяний у таких біологічних процесах, як регуляція трансляції, відповідь на стрес, відповідь на порушення конформації білку, противірусний захист. 
Локалізований у ендоплазматичному ретикулумі.